# Maryse Bastié
Pour les articles homonymes, voir Bastié.
Marie-Louise, dite Maryse Bastié, née Bombec le 27 février 1898 à Limoges et morte le 6 juillet 1952 à Bron, est une aviatrice française, Gloire du sport.
Elle fut la première aviatrice française à accrocher de nombreux records féminins d'aviation à son palmarès. Ses exploits furent très rapidement médiatisés. Entre autres hommages, nombre d'établissements scolaires, théâtres, rues et avenues portent aujourd'hui son nom.

## Biographie

### Enfance et mariages
Orpheline de père à l'âge de 11 ans, Marie-Louise Bombec est une enfant difficile. Adolescente, elle est ouvrière dans une usine de chaussures comme piqueuse sur cuir. Elle se marie une première fois et a un fils qui meurt très jeune. Divorcée, elle se remarie avec son filleul de guerre, le lieutenant pilote Louis Bastié ; c'est à ses côtés qu'elle se découvre une passion pour l'aviation.
Le 29 septembre 1925, elle obtient son brevet de pilote sur la station aérienne de Bordeaux-Teynac, qui deviendra plus tard l'aéroport de Bordeaux-Mérignac. Une semaine après, elle passe avec son avion, un Caudron G.3, sous les câbles du pont transbordeur de Bordeaux. Le 13 novembre 1925, elle vole de Bordeaux à Paris, divisant son parcours en six étapes, ce qui constitue son premier voyage aérien. L'année suivante, son mari Louis Bastié trouve la mort dans un accident d'avion. Loin de se décourager, Maryse Bastié devient instructrice-pilote : l'aventure dure six mois et s'arrête avec la fermeture de son école de pilotage.
Elle est la première femme à obtenir une licence de transport aérien public.

### Carrière de pilote
Montée à Paris, Maryse Bastié donne des baptêmes de l'air et fait de la publicité aérienne. Elle décide d'acheter son propre avion, un Caudron C.109 avec un moteur Salmson de 40 ch. Comme elle n'a pas d'argent pour le faire voler, le pilote Maurice Drouhin va l'aider à financer sa passion. Le 13 juillet 1928, il lui offre le poste de premier pilote. Elle établit alors avec lui un premier record féminin homologué de distance (1 058 km), entre Paris et Treptow-sur-Rega, en Poméranie occidentale.
En 1929, elle établit un nouveau record de France féminin de durée de vol, de 10 h 30, et un record international féminin de durée avec 26 h 44. Ce record lui est repris le 2 mai 1930 par Léna Bernstein (35 h 45). Bien décidée à le récupérer, elle fait décoller son avion, un Klemm L 25 à moteur Salmson et modifié, le soir du 2 septembre 1930 et se pose le surlendemain après 37 h 55 de vol. Elle a lutté jusqu'à l'épuisement contre le froid et le manque de sommeil. Elle établit ensuite un record de distance avec 2 976 km sur le parcours Paris - Uhring (URSS). Pour cet exploit, à son retour, elle reçoit la croix de chevalier de la Légion d'honneur et le Harmon Trophy américain décerné, pour la première fois, à une Française.
En parallèle de sa carrière de pilote, elle s'engage, à partir de 1934, aux côtés d'Hélène Boucher et d'Adrienne Bolland, dans le combat pour le vote des Françaises,, en soutenant Louise Weiss qui se présente aux élections législatives de 1936 dans le 5e arrondissement de Paris.

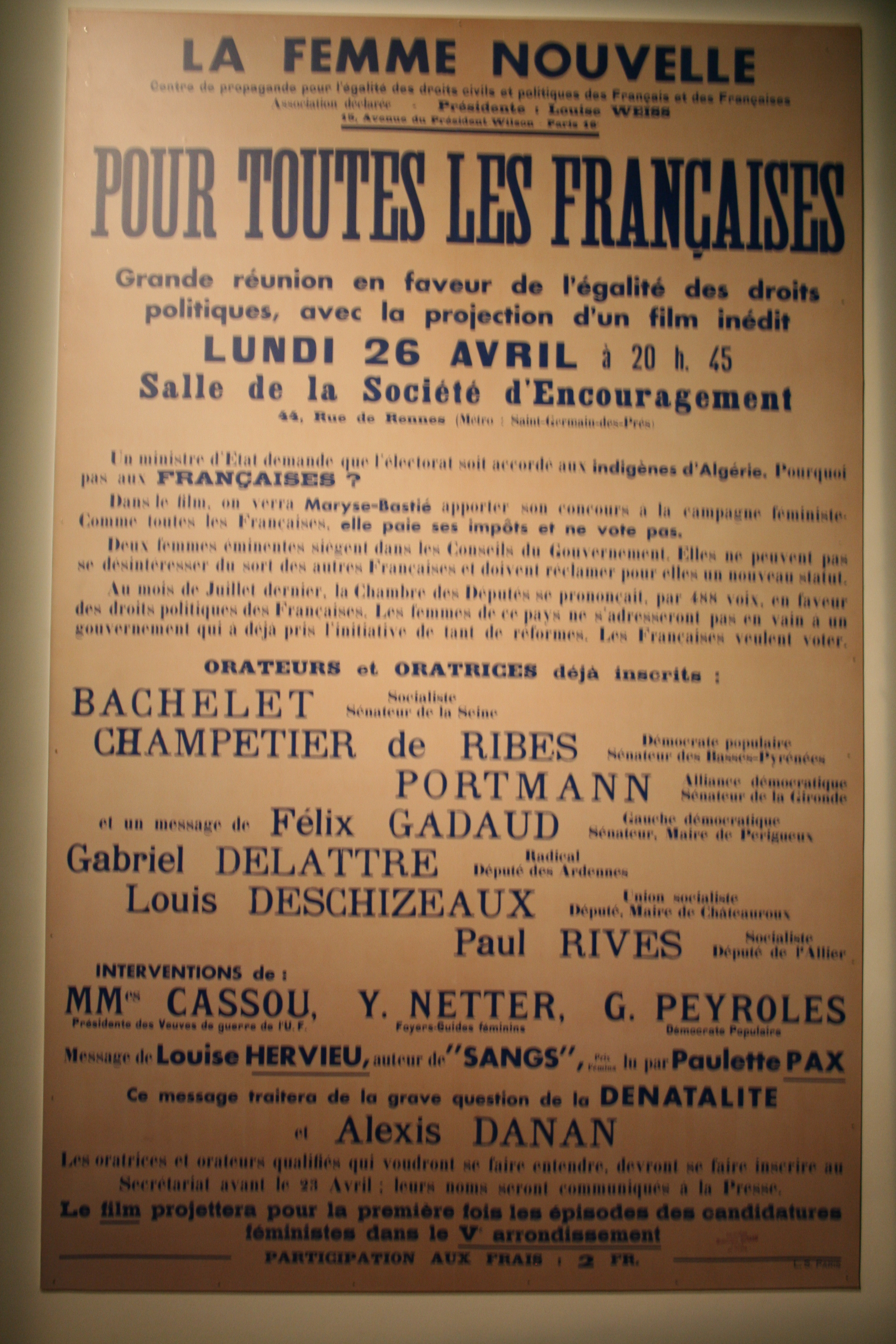
Affiche d'une réunion en faveur de l'égalité des droits politiques, avec projection d'un film où Maryse Bastié apporte son concours à la campagne féministe.

En 1935, elle crée, à Orly, l'école « Maryse Bastié Aviation ». Encouragée par Mermoz, qui lui a fait faire avec lui un aller-retour, elle s'attaque à la traversée de l'Atlantique Sud. Un mois à peine après la disparition de Mermoz, le 30 décembre 1936, elle traverse l'Atlantique de Dakar à Natal, seule à bord d'un Caudron Simoun à moteur de 220 chevaux, décrochant le record du monde féminin de vitesse pour effectuer la traversée de l’océan Atlantique Sud : douze heures et cinq minutes.
En 1937, le peintre Luigi Corbellini la rencontre à Limoges et fait d'elle un portrait à l'aquarelle. La même année, elle obtient le Grand Prix de la Presse Sportive et rentre aux IPSA (Infirmières pilotes secouristes de l'air).

### Son action durant la Seconde Guerre mondiale
Le 5 mai 1939, Maryse Bastié est interviewée par Jacques Pauliac pour Le Journal. Son article s'intitule « Voler c'est merveilleux déclare Maryse Bastié mais que ne suis-je un homme ». Elle y parle de la création en cas de guerre d'une « phalange féminine » au sein de l'Armée de l'air pour aussitôt regretter que l'idée ne fût pas étudiée par le Ministère de l'Air. Le lendemain, le 6 mai, Clément Vautel, en réponse, adresse un pamphlet qu'il intitule « Les Amazones de l'Air », où il dit, en substance, que les femmes ont mieux à faire que de partir à la guerre. Piquée au vif, Maryse Bastié use d'un droit de réponse le 15 mai 1939 qui est publié in extenso sous le titre de « Les femmes et la guerre ».
Indignée que les femmes ne puissent s’engager dans un conflit tout comme les hommes, elle propose alors ses services à l'armée,.
Volontaire pour l'Armée de l'Air en septembre 1939, elle est « réquisitionnée » avec trois autres pilotes, Maryse Hilsz, Claire Roman et Paulette Bray-Bouquet pour convoyer des avions vers le front,. Par la suite, par le décret du 27 mai 1940 qui autorise la création d'un corps féminin de pilotes auxiliaires, elle poursuit les convoyages ; elle devient pilote avec le titre de sous-lieutenant en mai 1940.
Blessée en juin 1940 lors d'un convoyage, elle est démobilisée en juillet 1940. Lors de l'offensive allemande, elle offre ses services à la Croix-Rouge, notamment auprès des prisonniers français regroupés au camp de Drancy. Lors du départ d'un train vers l'Allemagne, elle est bousculée par une sentinelle allemande et se fracture le coude droit. Elle en garde une invalidité et ne pilote plus. Sous couvert de son activité à la Croix-Rouge, elle recueille des renseignements sur l'occupant.
À la libération, elle est promue lieutenant dans les FFL, grade confirmé en 1945 après la fin de la Seconde Guerre mondiale et sera promue dans l'Ordre de la Légion d'Honneur à titre militaire.
En septembre 1944, elle est l'une des premières recrues du premier corps de pilotes militaires féminins, créé à l'initiative de Charles Tillon avec le soutien de Charles de Gaulle. Le corps sera dissous en février 1946.

### Après-guerre
Contrairement à ses coéquipières, Maryse Bastié continuera cependant à exercer au sein de l'Armée de l'air.
En 1947, répondant à Louis Perret qui avait sollicité son opinion sur l’espéranto, elle lui écrit qu'elle est depuis de longues années convaincue de l’utilité de cette langue.
En 1951, elle entre au service des relations publiques du Centre d'essais en vol.

### Mort
Le 6 juillet 1952, lors d'une de ses missions, au meeting aérien à l'aéroport de Lyon-Bron, elle trouve la mort dans l'accident du prototype d'un Noratlas, où elle avait pris place en tant que passagère,.
Dans l'après-midi, alors que se succèdent les présentations des patrouilles acrobatiques de diverses armées de l'Air, le Noratlas met en route et quitte le parking sans répondre aux ordres de la tour et du coordinateur du meeting lui demandant de retourner au parking. Il entend quand même les messages puisqu'il tient compte de celui lui indiquant qu'il s'aligne dans le mauvais sens de la piste de décollage, mais au lieu de rentrer au parking comme demandé il se contente de remonter la piste et va s'aligner dans le bon sens, en frôlant au passage des Vampires stationnés. Toujours sans un mot à la radio et sans se préoccuper de la présentation en cours au-dessus de la piste, il décolle, et après un virage serré fait un passage bas à grande vitesse et prend son cap vers Paris. Les organisateurs se pensent débarrassés du gêneur mais après une séance de rase toits au-dessus de Lyon, il revient vers la piste en rase mottes. La tour de contrôle vigilante demande à la patrouille américaine des Skyblazers d'interrompre sa présentation et de s'écarter. Le Noratlas survole la piste à pleine vitesse très bas, un moteur stoppé hélice en drapeau. Il enchaîne sur une ressource quasiment à la verticale qui immobilise l'avion au sommet de sa trajectoire. L'avion décroche dans une violente abattée et part en vrille. Sans aucune vitesse, très bas et sur un seul moteur il n'y a rien à faire et le Noratlas percute et prend feu, tuant équipage et passagers. Pour Jacques Nœtinger, qui commentait le meeting, la cause réside dans un abus de boissons alcoolisées par cette journée caniculaire aggravée par l'entrée soudaine dans la fournaise d'un avion longuement surchauffé par le soleil.[Passage problématique]

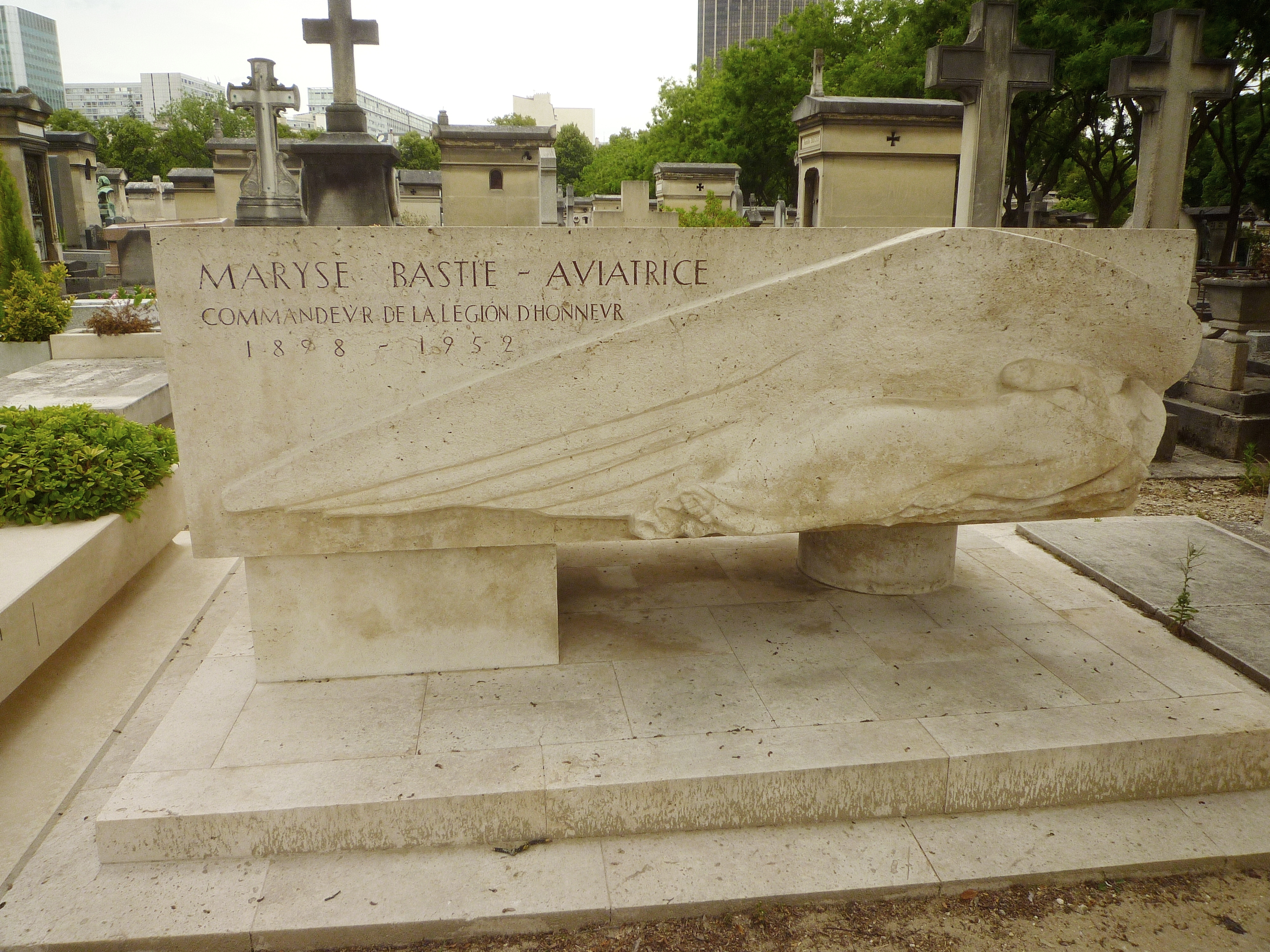
Tombe de Maryse Bastié au cimetière du Montparnasse (Paris).

Maryse Bastié est enterrée à Paris, au cimetière du Montparnasse. Elle était capitaine de l'Armée de l'Air et totalisait 3 000 heures de vol.
Une association des amis de Maryse Bastié fut formée, sous la présidence de l'aviatrice Jacqueline Auriol jusqu'à son décès.

## Records
- 1928, premier record féminin de distance de vol (1 058 km).
- 1929, record international de durée de vol féminin (26 h 44 min)
- En 1930, elle bat le record de durée féminin international en 37 heures 55 minutes.
- En 1931, elle s'empare du record féminin international de distance, avec 2 976 kilomètres.
- En 1936, elle réalise la première traversée féminine de l'Atlantique Sud en 12 heures 5 minutes.

## Distinctions honorifiques
- Citation à l'ordre de la Nation

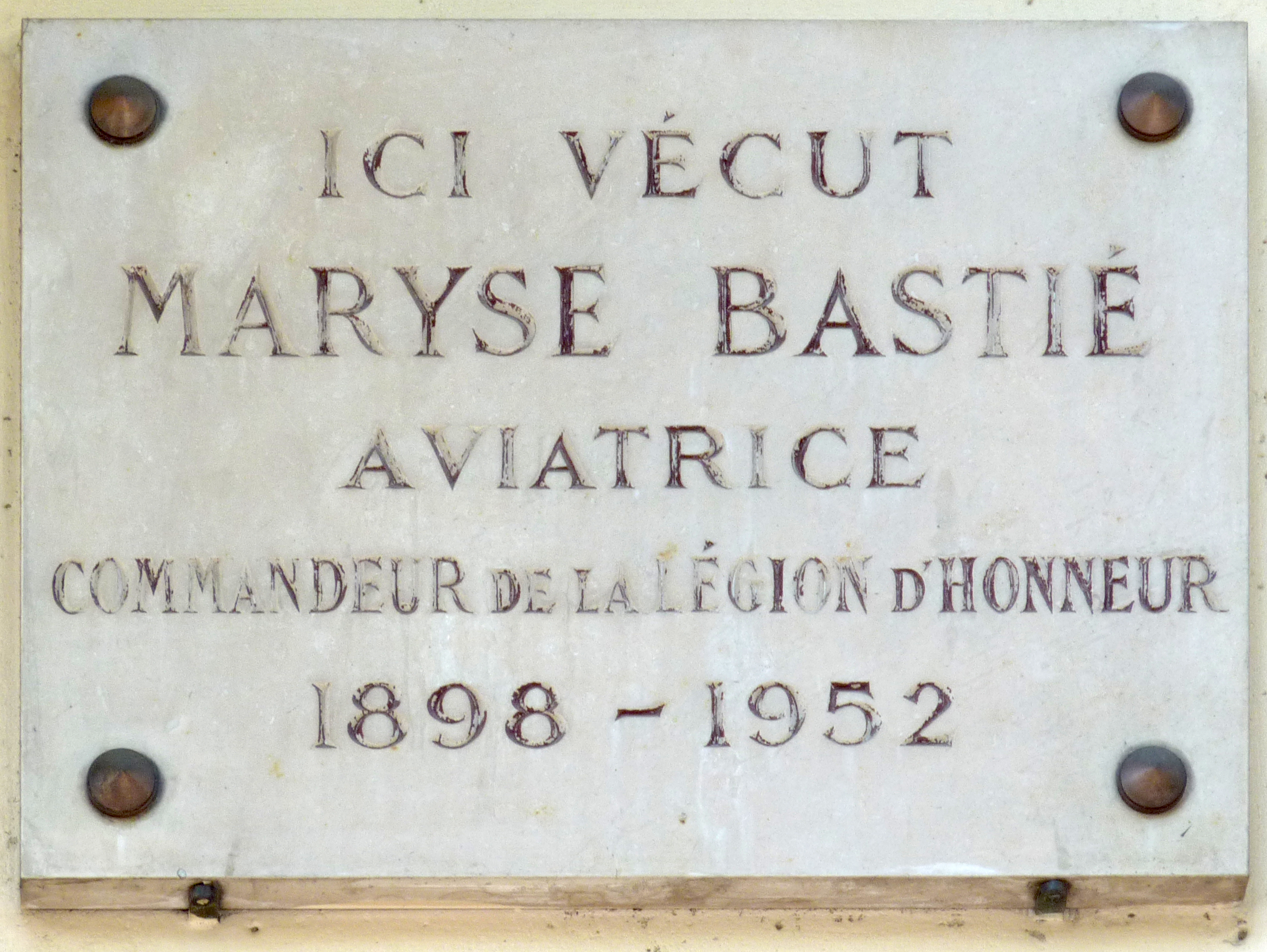
Plaque à la mémoire de Maryse Bastié, apposée sur la maison où elle vécut (23, rue Froidevaux, Paris 14e).

- Commandeur de la Légion d'honneur (1947) à titre militaire ; chevalier en 1931[22], promue officière après sa traversée de l'Atlantique Sud.
- Croix de guerre 1939–1945, palme de bronze[23]
- Médaille de la Résistance française par décret du 31 mars 1947[24]
- Médaille de l'Aéronautique[23]
- Médaille d'or de l'éducation physique et des Sports (1937)[25]
- Ordre de l'Étoile rouge (URSS, 1931)[22])
- Chevalier de l'ordre national de la Croix du Sud (1937)[26]
- Ordre de l'Étoile de Roumanie (1937)[25]
- Ordre du Mérite du Chili (1938)[27]
- Croix de l'Aviation (Pérou, 1938)[27]
- Ordre de Simon Bolivar (Venezuela, 1938)[27]
- Croix de saint Olaf (Norvège, 1940)[27]
- Commandeure de l'ordre royal du Cambodge[23]
- Plaque de vermeil de l'Aéro-Club de France (1937)[25]
- Grande médaille d'or de la Société d'encouragement au progrès (ou médaille des pionniers, 1937)[25]

## Lieux de mémoire

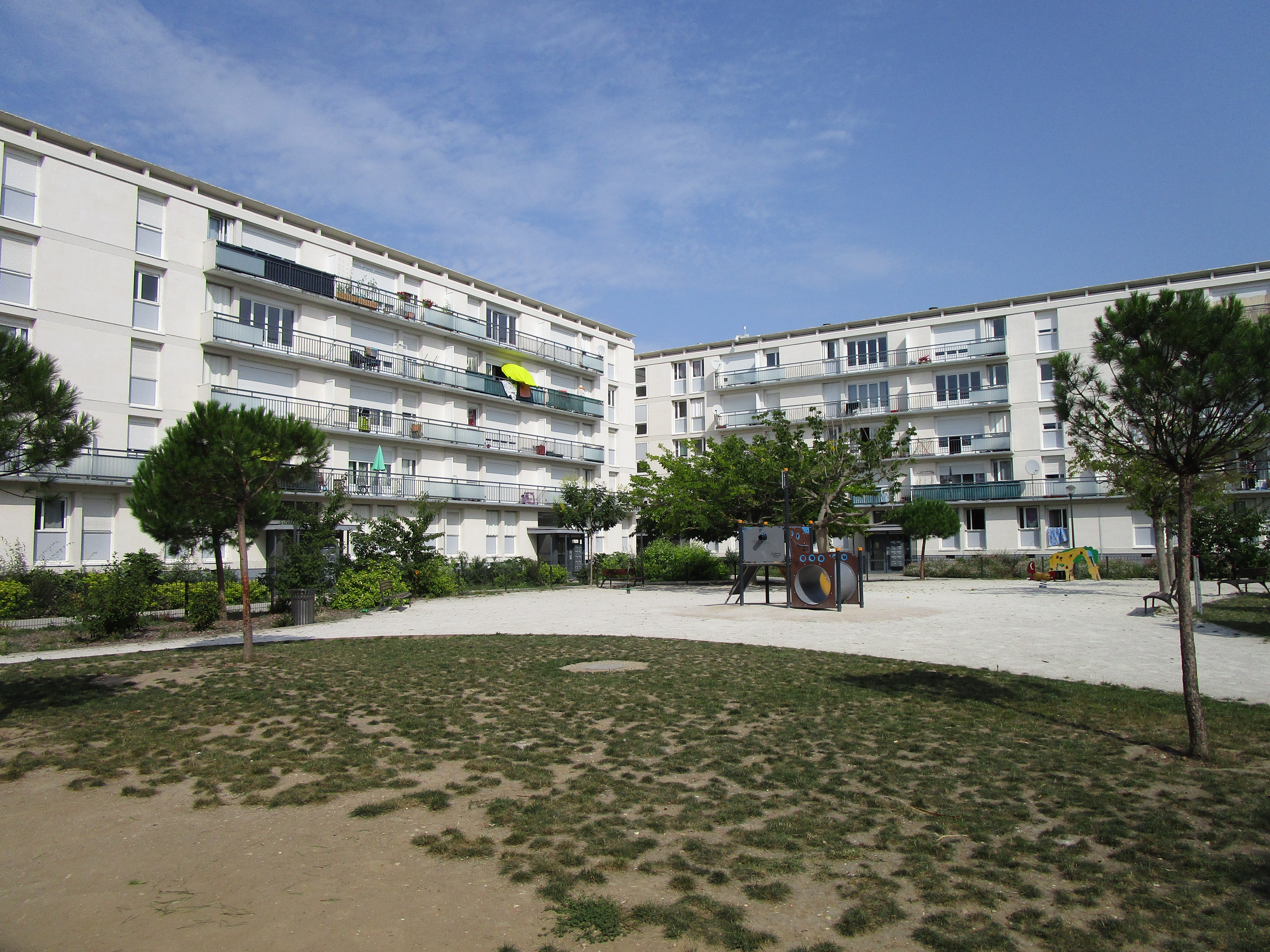
La cité Maryse-Bastié du quartier Giraudeau de Tours.

- Son nom a été donné à plusieurs établissements scolaires, à de nombreuses rues et avenues, ainsi qu'à trois stations de tramway en France - un record pour une personnalité féminine : une sur la ligne 3a du tramway d'Île-de-France, proche de la rue portant son nom à Paris, une sur la ligne 2 du tramway de Lyon (Jean XXIII - Maryse Bastié) et une sur la branche Technopôle du tramway de Rouen.
- Un timbre-poste à son effigie[28] a été émis en 1955.
- En 2013, la ville de Bourges inaugure l'ensemble scolaire Maryse-Bastié.
- Un monument de Félix Joffre en son honneur est dressé dans le square Carlo Sarrabezolles à Paris.
- Un grand ensemble de logements sociaux est baptisé Maryse-Bastié dans le quartier Giraudeau de Tours[29].
- Un collège de Reims est nommé en son honneur.
- Un collège de Vélizy-Villacoublay porte aussi son nom[30].
- Un collège de Dole porte son nom.
- Le collège d'Ingrandes-Le Fresne sur Loire porte également son nom.
- Une école de Romainville ainsi qu'un groupe scolaire à Claye-Souilly portent aussi son nom.
- L'armée de l'air l'honore chaque année le jour anniversaire de sa mort lors d'une cérémonie militaire[31].
- La ville de Dugny a décidé, en 2022, de donner le nom de Maryse Bastié à une voie du Village des Médias ainsi qu’à un arrêt de bus construit pour les Jeux olympiques d'été de 2024, près de l'aéroport de Paris-Le Bourget, où elle réalisa le record d'endurance avec un vol de 37 h 55[32].
- La commune de Garchizy (Nièvre) a baptisé une allée en son nom.
- La petite commune de Coudroy a baptisé sa salle des fêtes salle Maryse Bastié. C'est le lieu de vie du village.
- La commune de Noisy-le-Sec a baptisé une allée à son nom dans la cité Jean-Mermoz.
- Une rue dans le quartier Grand Parc de Bordeaux et un Ehpad / résidence autonomie portent son nom, dans la ville où elle a commencé à voler.
- Une réplique du Caudron C.109 utilisé par Maryse Bastié pour établir le record du monde féminin de durée de vol a été construite par Antoine Ros et vole depuis 2025[33].

## Publication
- Ailes ouvertes : Carnet d’une aviatrice, Paris, Fasquelle Éditeurs, 1937    (Wikisource), 180 p., pl. h. t. (lire en ligne sur Gallica
- rééditions :
  - Maryse Bastié, Ailes ouvertes, éditions L'étang Moderne, 2024, 226 p., réédition augmentée,  (ISBN 979-10-95557-16-6)
  - Maryse Bastié, Ailes ouvertes : Carnet d’une aviatrice, Bordeaux, L'apprentie, 2024, 160 p. (ISBN 978-2-494632-01-1)

## Pour approfondir